# Покорение Марса (настольная игра)
Покорение Марса или Терраформирование Марса (англ. Terraforming mars) — это настольная игра для 1-5 игроков, разработанная Якубом Фрюкселиусом и опубликованная FryxGames в 2016 году, а затем 12 другими издательствами, включая Stronghold Games.
Покорение Марса игроки берут на себя роль корпораций, работающих вместе, чтобы терраформировать планету Марс, повышая температуру, добавляя в атмосферу кислород, покрывая поверхность планеты водой и создавая растительный и животный миры. Игроки соревнуются, чтобы заработать наибольшее количество победных очков, которое измеряется их вкладом в терраформирование и человеческую инфраструктуру. Игроки достигают этих целей, собирая доход и ресурсы, которые позволяют им участвовать в различных проектах, представленных картами (взятыми из колоды из более чем 200 уникальных карт), которые увеличивают их доход или ресурсы или непосредственно способствуют терраформированию планеты или построению инфраструктуры.
Игра была хорошо принята фанатами и критиками, выиграла или была номинирована на множество наград.

## Геймплей

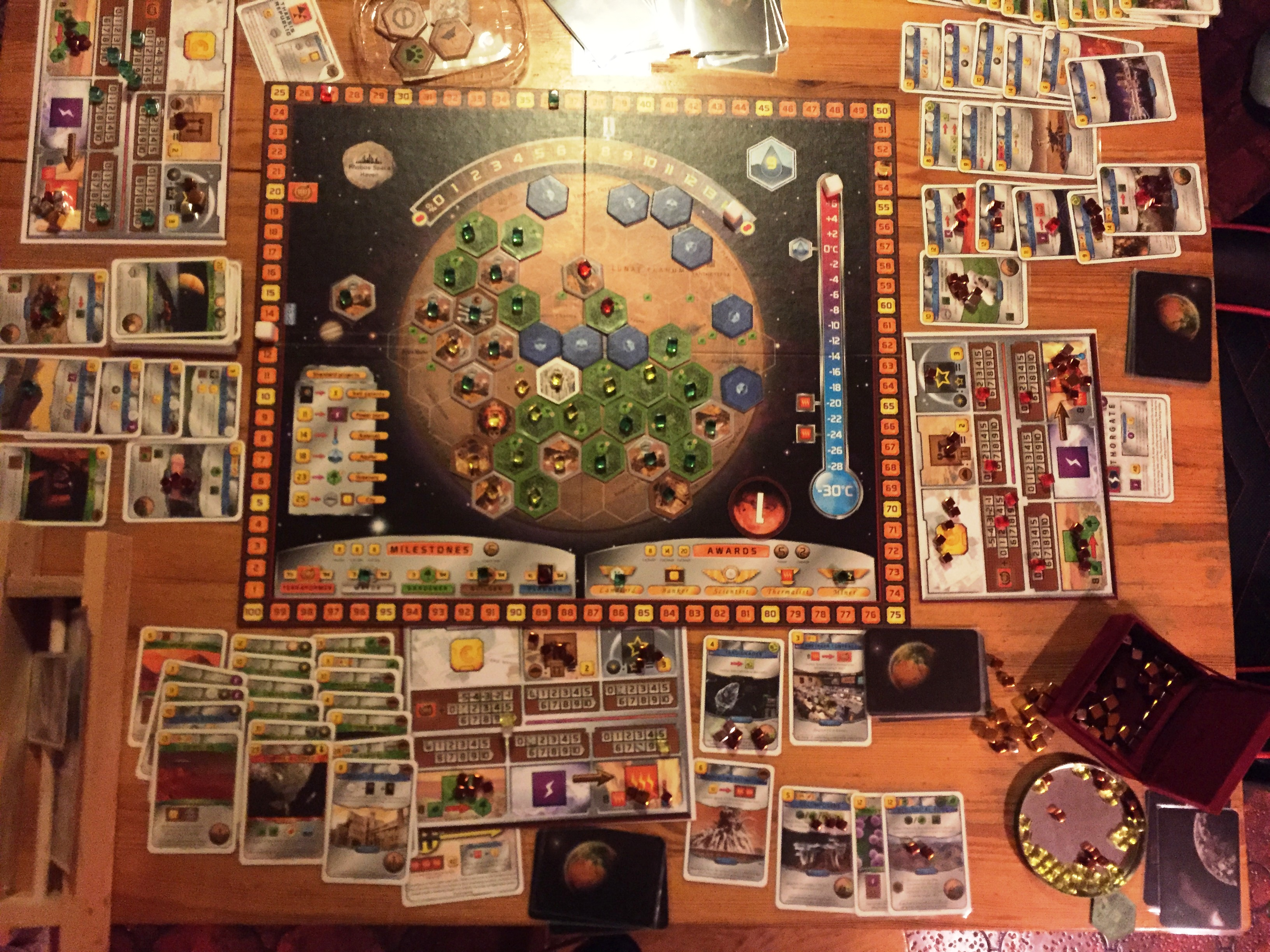
Завершенная игра Покорение Марса

Игроки представляют конкурирующие корпорации, которые заинтересованы в терраформировании Марса. На игровом поле изображена поверхность планеты, которая представлена массивом из 61 смежных гексов. Каждый гекс представляет собой около 1 % площади поверхности Марса. На этих гексах игроки могут размещать океаны, растительность, города и другие особые объекты. Цель игры — выполнить три условия терраформирования: повысить уровень кислорода в атмосфере до 14 %; повысить температуру с −30 до +8 градусов по Цельсию; и покрыть 9 % поверхности Марса океаном (в игре представлено 9 гексов океана, размещенных на Марсе).

## Дополнения
Было выпущено пять дополнений к игре:
- Эллада и Элизий (2017), в дополнении добавлена новая двусторонняя доска, представляющая два новых региона Марса (Равнина Эллада и Элизий), каждый из которых имеет свой собственный ландшафт и достижения в конце игры.
- Проект «Венера» (2017), дополнение добавляет новую боковую доску, представляющую Венеру как новую возможность терраформирования, и новые карты связанные с Венерой.
- Пролог (2018), дополнение добавляет карты Пролога, которые игроки берут в начале время, чтобы быстро начать производство и терраформирование.
- Колонии (2018), дополнение добавляет области вокруг Солнечной системы, чтобы игроки могли колонизировать и путешествовать, предоставляя альтернативные способы получения ресурсов без необходимости разыгрывать карты.
- Кризис (2019), дополнение добавляет марсианское правительство с несколькими политическими фракциями, каждая со своими собственными планами, на которые игроки могут влиять, чтобы получить различные бонусы.

В июле 2024 году вышли 7 новых дополнений:
- Пролог 2 (2024), дополнение добавляет 5 новых карт корпораций, 25 карт прелюдий и 24 карты проектов.
- Вехи и награды (2024), дополнение позволяют игрокам случайным образом выбирать 35 вех и 35 наград.
- Automa Solo Expansion (2024), дополнение добавляет новый режим для одиночной игры.
- Utopia Planitia, Amazonis Planitia, Terra Cimmeria, Vastitas Borealis (2024), в дополнении добавлена четыре новых поля, представляющих новые аванпосты расширения Марса, при этом каждое поле имеет собственную схему местности, вехи и достижения в конце игры.

А также большое количество мини-дополнений и наборов промокарт. На основе игры созданы настольные игры в стиле Легаси, с кубиками и карточная (Экспедиция «Арес»).